# Сен-Валері-ан-Ко
Сен-Валері́-ан-Ко (фр. Saint-Valery-en-Caux) — муніципалітет у Франції, у регіоні Нормандія, департамент Приморська Сена. Населення — 3915 осіб (01.01.2021).
Муніципалітет розташований на відстані близько 165 км на північний захід від Парижа, 55 км на північний захід від Руана.

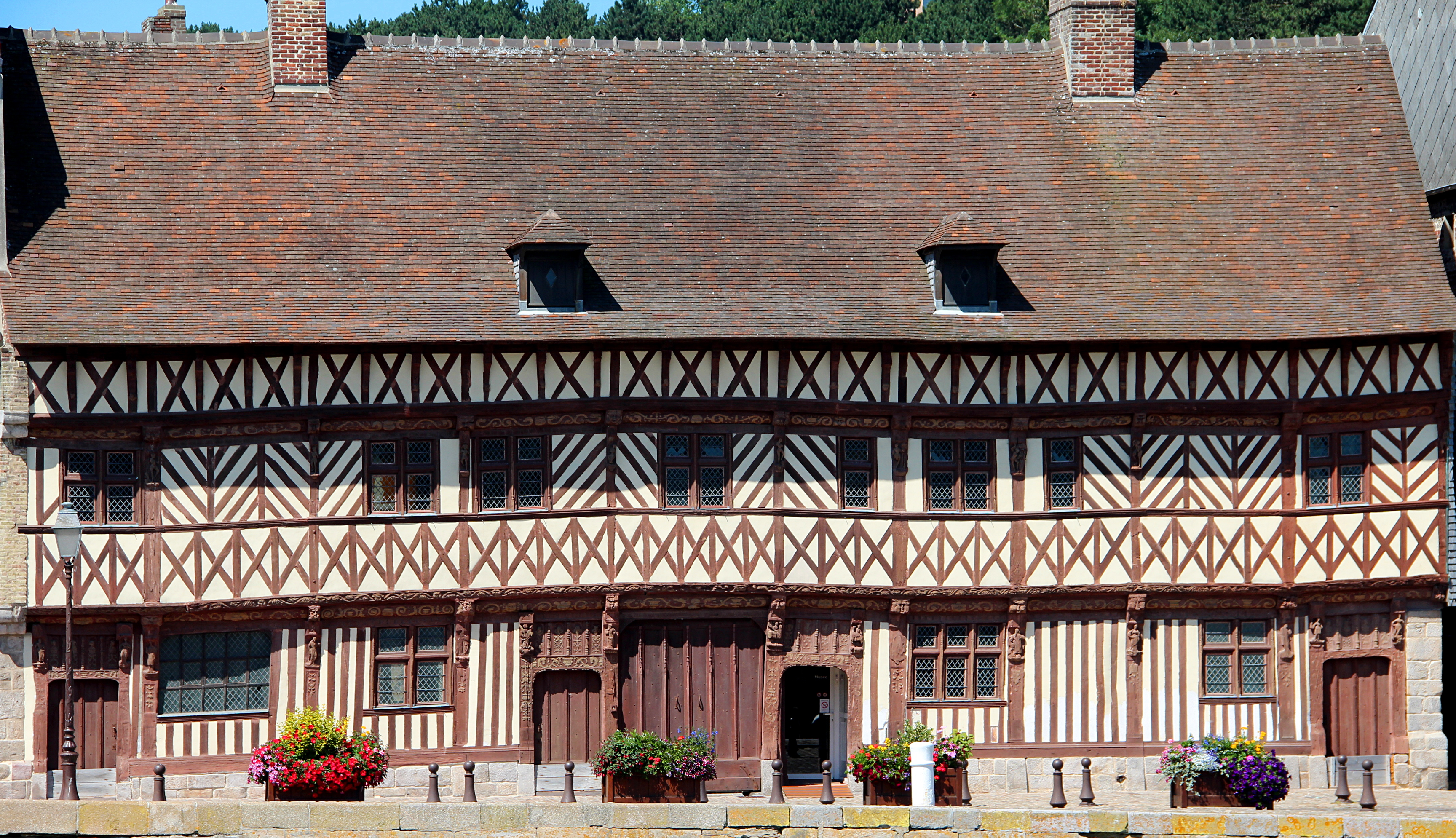

## Історія
До 2015 року муніципалітет перебував у складі регіону Верхня Нормандія. Від 1 січня 2016 року належить до нового об'єднаного регіону Нормандія.

## Демографія
Динаміка населення (Ehess і INSEE ):
Розподіл населення за віком та статтю (2006):
| Стать | Всього | До 15 років | 15-24 | 25-44 | 45-64 | 65-85 | Понад 85 |
| --- | ------ | ----------- | ----- | ----- | ----- | ----- | -------- |
| Чоловіки | 2077   | 342         | 263   | 523   | 641   | 287   | 21       |
| Жінки | 2483   | 378         | 315   | 541   | 641   | 481   | 127      |
| \| Статево-вікова піраміда \| Статево-вікова піраміда \| Статево-вікова піраміда \| \| ----------------------- \| ----------------------- \| ----------------------- \| \| Чоловіки \| Вік \| Жінки \| \| 21 \| 85 + \| 127 \| \| 39 \| 80-84 \| 62 \| \| 53 \| 75-79 \| 139 \| \| 86 \| 70-74 \| 142 \| \| 109 \| 65-69 \| 138 \| \| 150 \| 60-64 \| 178 \| \| 134 \| 55-59 \| 141 \| \| 147 \| 50-54 \| 139 \| \| 210 \| 45-49 \| 183 \| \| 154 \| 40-44 \| 158 \| \| 106 \| 35-39 \| 130 \| \| 142 \| 30-34 \| 119 \| \| 121 \| 25-29 \| 134 \| \| 129 \| 20-24 \| 134 \| \| 134 \| 15-20 \| 181 \| \| 122 \| 10-14 \| 142 \| \| 114 \| 5-9 \| 122 \| \| 106 \| 0-4 \| 114 \| |        |             |       |       |       |       |          |
| Статево-вікова піраміда |        |             |       |       |       |       |          |
| Чоловіки | Вік    | Жінки       |       |       |       |       |          |
| 21 | 85 +   | 127         |       |       |       |       |          |
| 39 | 80-84  | 62          |       |       |       |       |          |
| 53 | 75-79  | 139         |       |       |       |       |          |
| 86 | 70-74  | 142         |       |       |       |       |          |
| 109 | 65-69  | 138         |       |       |       |       |          |
| 150 | 60-64  | 178         |       |       |       |       |          |
| 134 | 55-59  | 141         |       |       |       |       |          |
| 147 | 50-54  | 139         |       |       |       |       |          |
| 210 | 45-49  | 183         |       |       |       |       |          |
| 154 | 40-44  | 158         |       |       |       |       |          |
| 106 | 35-39  | 130         |       |       |       |       |          |
| 142 | 30-34  | 119         |       |       |       |       |          |
| 121 | 25-29  | 134         |       |       |       |       |          |
| 129 | 20-24  | 134         |       |       |       |       |          |
| 134 | 15-20  | 181         |       |       |       |       |          |
| 122 | 10-14  | 142         |       |       |       |       |          |
| 114 | 5-9    | 122         |       |       |       |       |          |
| 106 | 0-4    | 114         |       |       |       |       |          |

## Економіка
2010 року серед 2862 осіб працездатного віку (15—64 років) 1926 були активними, 936 — неактивними (показник активності 67,3%, у 1999 році було 66,9%). З 1926 активних мешканців працювало 1707 осіб (963 чоловіки та 744 жінки), безробітними було 219 (95 чоловіків та 124 жінки). Серед 936 неактивних 206 осіб було учнями чи студентами, 343 — пенсіонерами, 387 були неактивними з інших причин.

У 2010 році в муніципалітеті числилось 2118 оподаткованих домогосподарств, у яких проживали 4336,0 особи, медіана доходів виносила 17 551 євро на одного особоспоживача

## Міста-побратими
- Інвернесс, Велика Британія
- Зонтгайм, Німеччина

## Галерея зображень

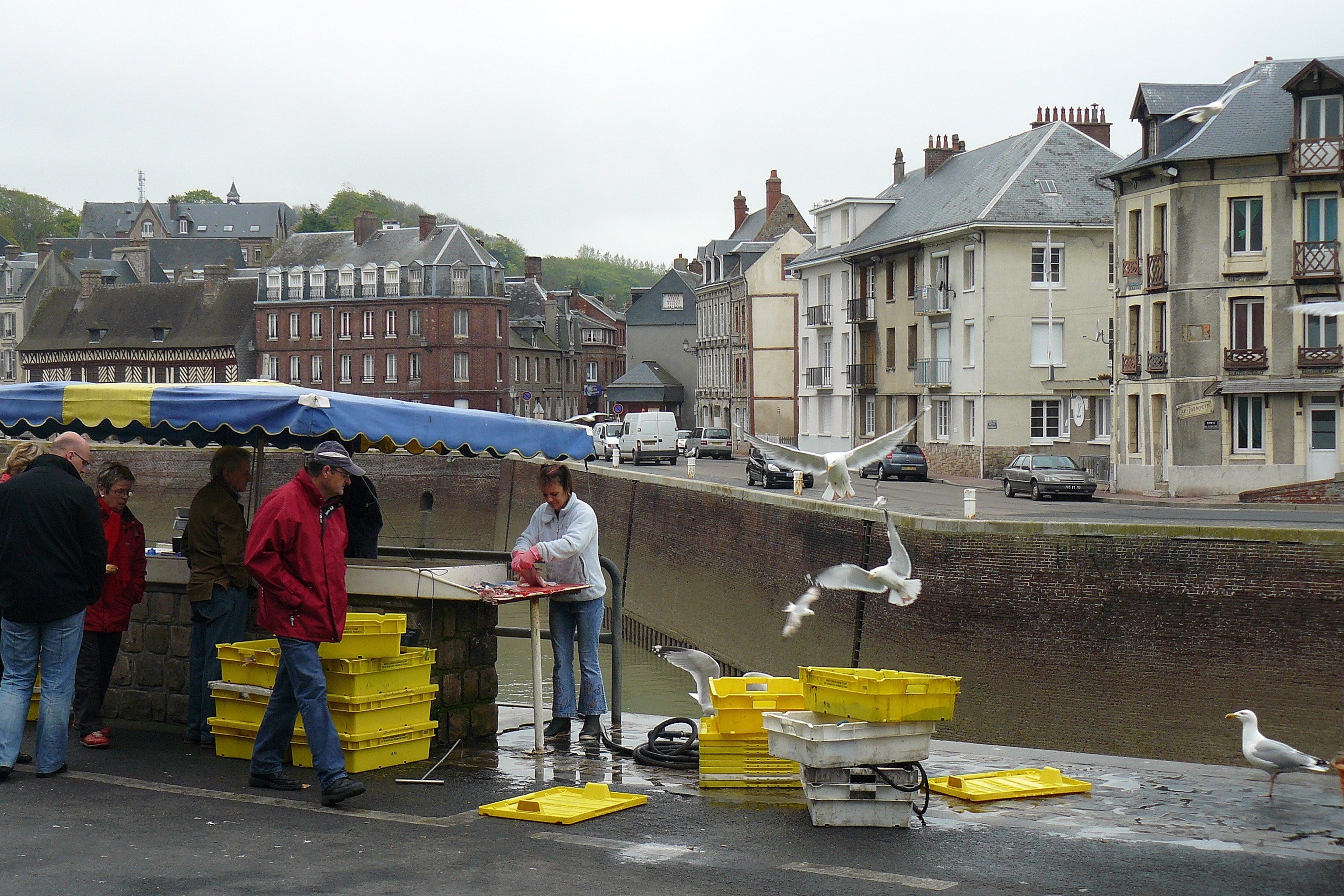
Продаж риби на набережній Амона в Сен-Валері-ан-Ко
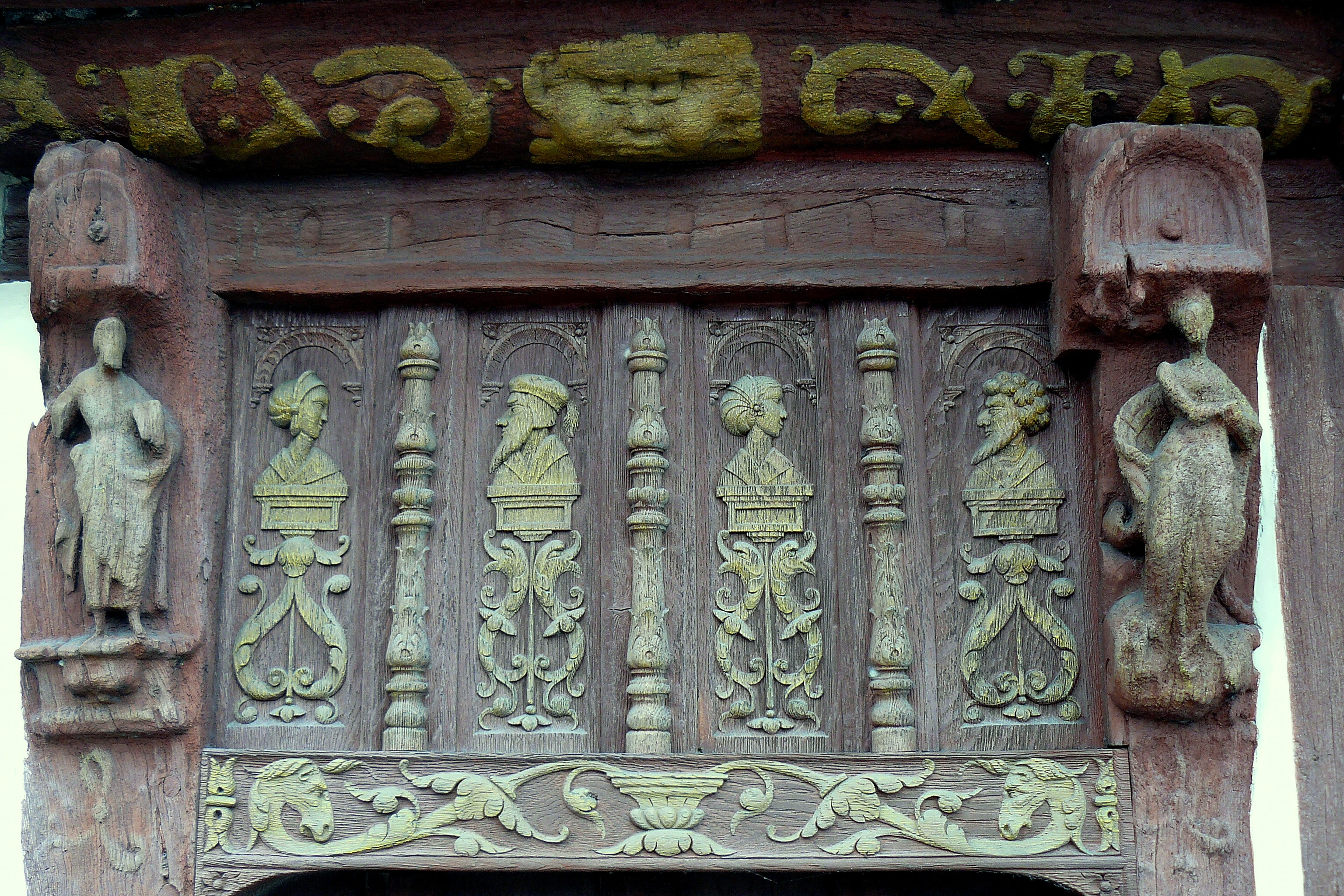
Будинок "Анрі IV": деталь фасаду